# Leuchtfeuer auf Harriersand

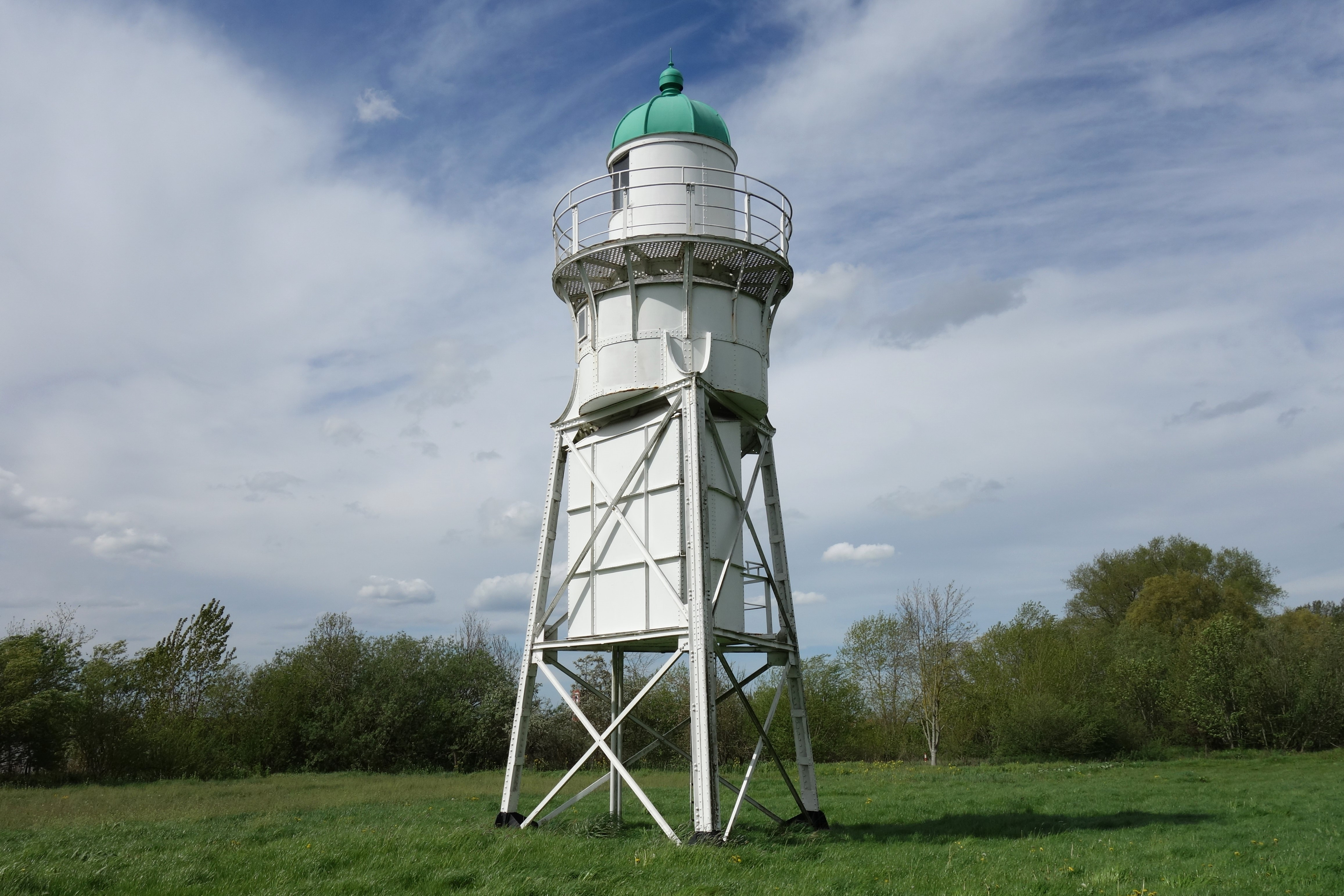
Unterfeuer Harriersand

Die Leuchtfeuer in Rade in der niedersächsischen Gemeinde Schwanewede, Ortsteil Rade, stammen vom Ende des 19. Jahrhunderts. Aktuell (2025) werden sie als Leuchtfeuer (Richtfeuer) genutzt.
Die Gebäude stehen unter Denkmalschutz (siehe auch Liste der Baudenkmale in Schwanewede).

## Geschichte und Beschreibung

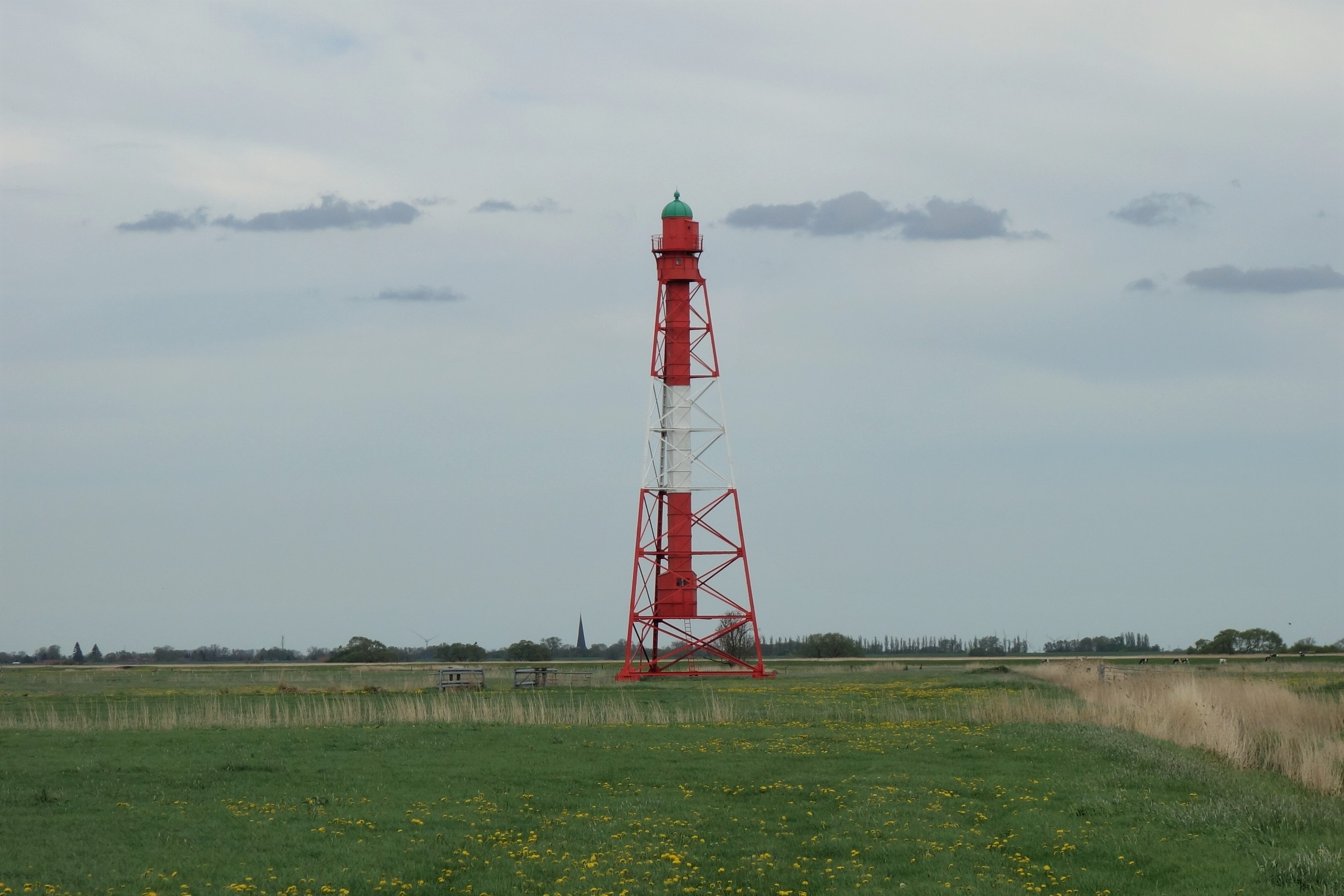
Oberfeuer Großerpate

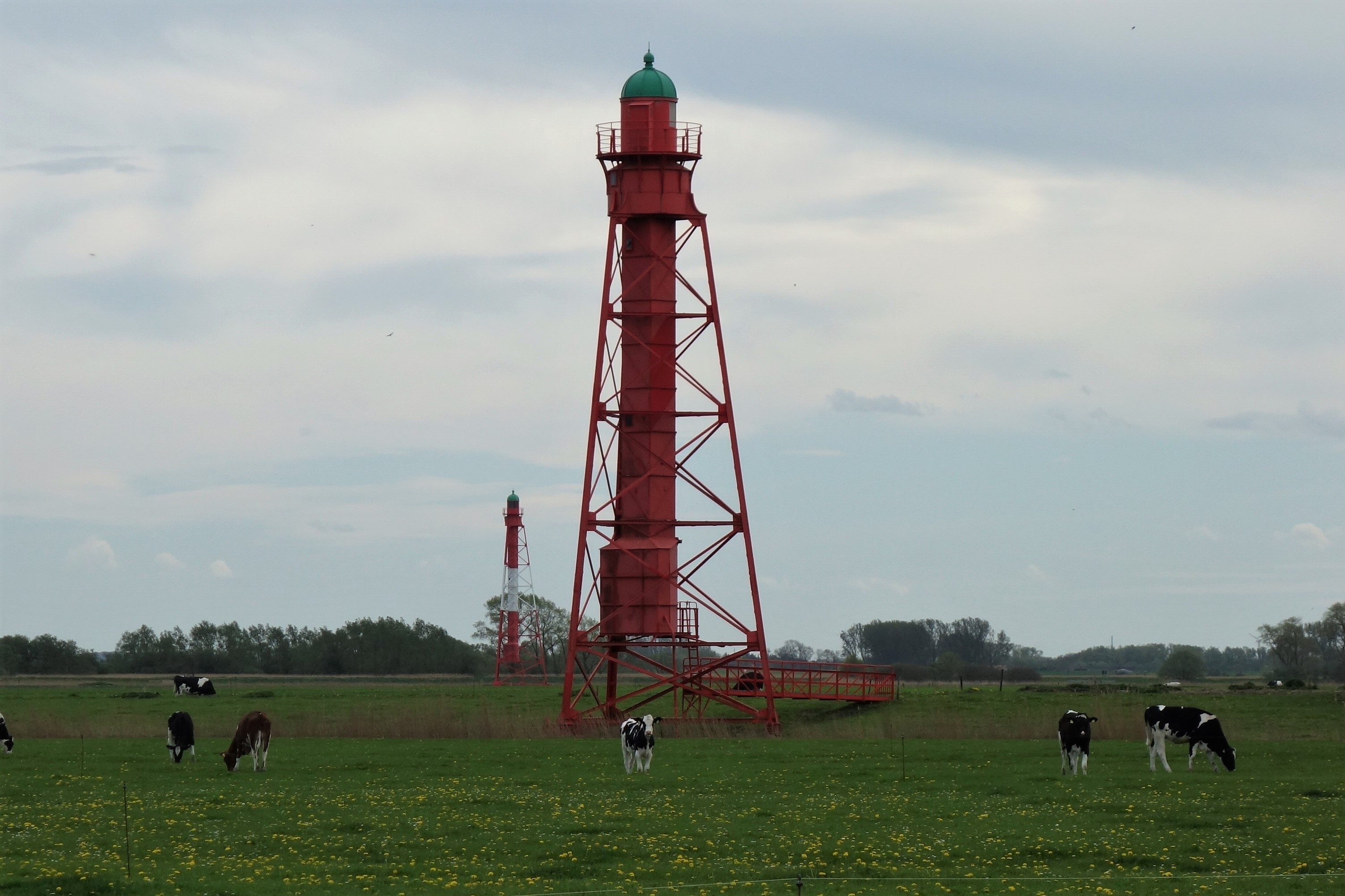
Oberfeuer Harriersand

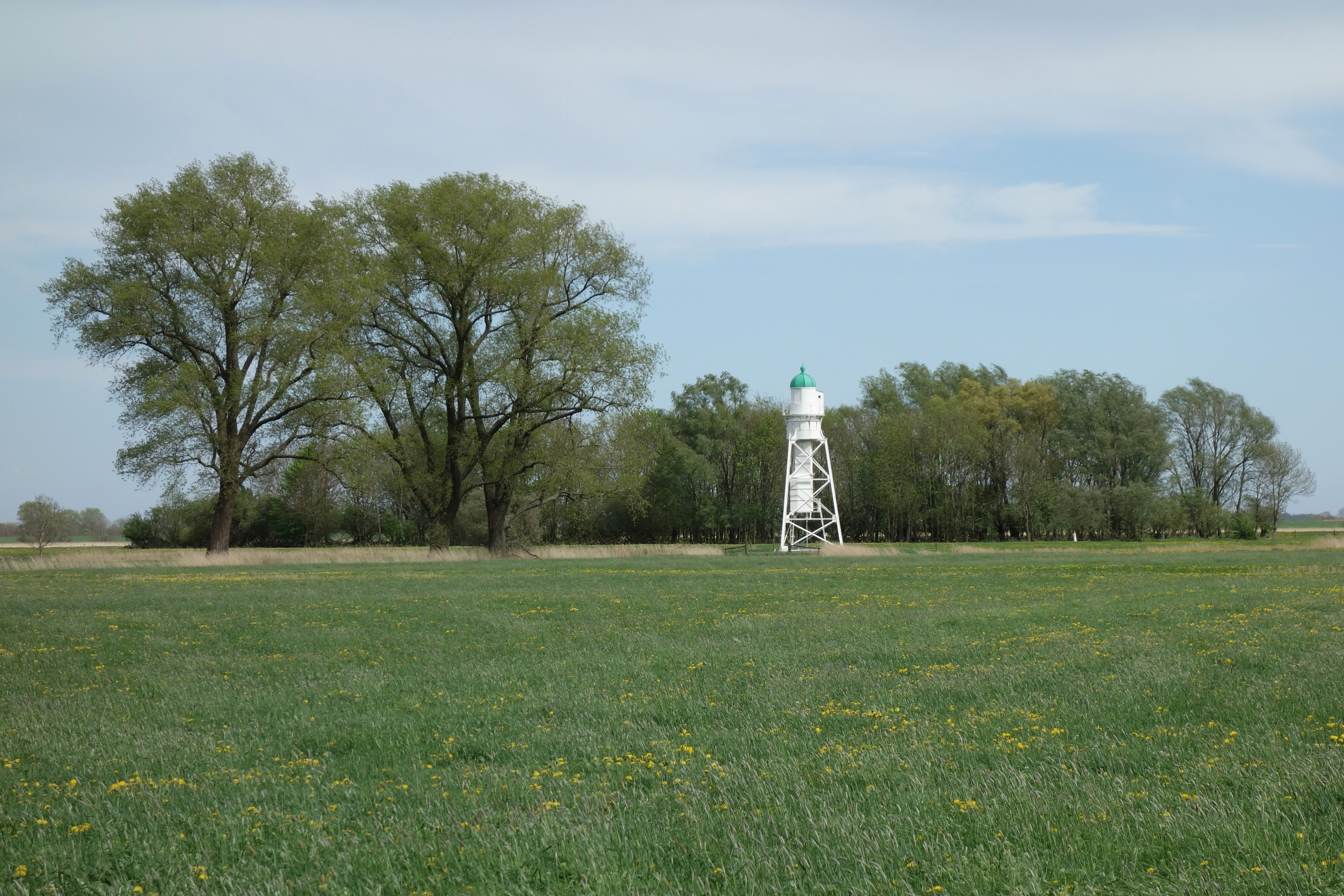
Unterfeuer Großerpater

Nach der Weserkorrektur von 1887 bis 1895 konnten größere Schiffe wieder Bremen anlaufen. Deshalb entstanden 1897/98 zwischen Bremerhaven und Bremen an der Inselstraße in Rade vier neue Richtfeuer; Leuchtfeuer als weitgehend standardisierte Türme mit dreibeinigen Stahlgestellen:
- Unterfeuer Harriersand (1897), ein kleines Leuchtfeuer unter Kuppel als Gitterbake mit Galerie am Ostufer der Weser, etwa 950 m südlich vom zugehörigen Oberfeuer,[1]
- Oberfeuer Großerpater (1897), ein Leuchtfeuer als Gitterbake mit innen liegender Röhre und Kuppeldach, etwa 1350 m vom zugehörigen Unterfeuer, Höhe 36 Meter, höchster Leuchtturm an der Weser.[2]
- Oberfeuer Harriersand (1898), ein Leuchtfeuer als Gitterbake mit innen liegender Vierkant-Röhre und halbkugelförmigem Kuppeldach, etwa 950 m nördlich vom Unterfeuer, Höhe 25 Meter,[3]
- Unterfeuer Großerpater (1898), ein kleines Leuchtfeuer unter Kuppel als Gitterbake mit Galerie, das zugehörige Oberfeuer steht 1350 m südlich, Höhe 15 Meter.[4]

Die Türme teilen sich in Unter- und Oberfeuer auf, von denen die Unterfeuer traditionell näher am Ufer stehen und etwas niedriger sind als die Oberfeuer.
An der Unterweser stehen gemäß der Liste der Leuchtfeuer an der Außen- und Unterweser 56 Leuchtfeuer als Richtfeuer.
Das Landesdenkmalamt befand u. a.: „… Von dieser Turmbauart sind noch mehrere Exemplare überkommen …“